# Турсько-Велике
Турсько-Велике (пол. Tursko Wielkie) — село в Польщі, у гміні Осек Сташовського повіту Свентокшиського воєводства.
Населення — 339 осіб (2011).
У 1975-1998 роках село належало до Тарнобжезького воєводства.

## Демографія
Демографічна структура на день 31 березня 2011 року:
|          | Загалом | Допрацездатний вік | Працездатний вік | Постпрацездатний вік |
| -------- | ------- | ------------------ | ---------------- | -------------------- |
| Чоловіки | 182     | 41                 | 123              | 18                   |
| Жінки    | 157     | 25                 | 91               | 41                   |
| Разом    | 339     | 66                 | 214              | 59                   |